# Micropholis
Micropholis é um género botânico pertencente à família Sapotaceae.

## Espécies
O gênero Micropholis possui 38 espécies reconhecidas atualmente.
- Micropholis acutangula (Ducke) Eyma
- Micropholis brochidodroma T.D.Penn.
- Micropholis casiquiarensis Aubrév.
- Micropholis caudata T.D.Penn.
- Micropholis cayennensis T.D.Penn.
- Micropholis compta Pierre
- Micropholis crassipedicellata (Mart. & Eichler ex Miq.) Pierre
- Micropholis crotonoides (Pierre) Pierre
- Micropholis cylindrocarpa (Poepp.) Pierre
- Micropholis egensis (A.DC.) Pierre
- Micropholis emarginata T.D.Penn.
- Micropholis garciniifolia Pierre
- Micropholis gardneriana (A.DC.) Pierre
- Micropholis gnaphaloclados (Mart.) Pierre
- Micropholis grandiflora Aubrév.
- Micropholis guyanensis (A.DC.) Pierre
- Micropholis humboldtiana (Roem. & Schult.) T.D.Penn.
- Micropholis longipedicellata Aubrév.
- Micropholis macrophylla (K.Krause) T.D.Penn.
- Micropholis madeirensis (Baehni) Aubrév.
- Micropholis maguirei Aubrév.
- Micropholis melinoniana Pierre
- Micropholis mensalis (Baehni) Aubrév.
- Micropholis obscura T.D.Penn.
- Micropholis polita (Griseb.) Pierre
- Micropholis porphyrocarpa (Baehni) Monach.
- Micropholis resinifera (Ducke) Eyma
- Micropholis retusa (Spruce ex Miq.) Eyma
- Micropholis rugosa (Sw.) Pierre
- Micropholis sanctae-rosae (Baehni) T.D.Penn.
- Micropholis spectabilis (Steyerm.) T.D.Penn.
- Micropholis splendens Gilly ex Aubrév.
- Micropholis submarginalis Pires & T.D.Penn.
- Micropholis suborbicularis Aubrév.
- Micropholis trunciflora Ducke
- Micropholis venamoensis (Steyerm.) T.D.Penn.
- Micropholis venulosa (Mart. & Eichler ex Miq.) Pierre
- Micropholis williamii Aubrév. & Pellegr.

1. ↑  «Micropholis — World Flora Online». www.worldfloraonline.org. Consultado em 19 de agosto de 2020
2. ↑  «Micropholis» (em inglês). The Plant List. 2010. Consultado em 13 de setembro de 2019